# 磁励音
磁励音是以VVVF逆变器作为控制设备时，驱动交流电动机和变压器等产生的噪音。

## 原理
当铁芯线圈等磁性体在交变磁场中被加上一种具有膨胀或收缩的性质或磁致伸缩时，于是便会产生体积变化的振动空气。特别是在人的耳朵里听到频率在这种振动的情况下被当作噪音。
这种噪音的减小只有在人的可听音频的上限的20kHz以上才能更高的解决，由于电气车辆经常使用的GTO元件通常频率较低，所以无法完全解决这些方面的问题。不过自2000年代来，更高频率的IGBT元件的出现使得问题有所解决。

## 脚注
1. ↑  . 鉄道MOOK. 交通新聞社. 2024: 69  [2025-01-15] （日语）.
2. ↑  磁歪による体積変化率は元の体積の10-5～10-6オーダーのため、磁歪が材料破壊の原因になることはない。